# Đại học Griffith
Đại học Griffith là một trường đại học nghiên cứu công lập ở đông nam Queensland, Úc. Griffith chính thức được thành lập vào năm 1971 và mở cửa vào năm 1975.
Trường được đặt theo tên của Samuel Griffith, người đã hai lần là Thủ hiến của Queensland và là chánh án đầu tiên của Tòa án tối cao Úc. Samuel Griffith có vai trò quan trọng trong quá trình liên bang hóa Úc và là tác giả chính của hiến pháp Úc.